# Supercoppa italiana 2006 (pallavolo maschile)
La Supercoppa italiana di pallavolo maschile 2006 si è svolta il 14 settembre 2006: al torneo hanno partecipato due squadre di club italiane e la vittoria finale è andata per la prima volta all'Associazione Sportiva Volley Lube.

## Regolamento
Le squadre hanno disputato una gara unica.

## Squadre partecipanti
| Squadra  | Qualificazione                  | Ultima partecipazione    |
| -------- | ------------------------------- | ------------------------ |
| Piemonte | Vincitrice Coppa Italia 2005-06 | Supercoppa italiana 2004 |
| Lube     | Vincitrice Serie A1 2005-06     | Supercoppa italiana 2003 |

## Torneo
| 14 settembre 2006 BPA Palas, Pesaro Durata: 1h:44 - Spettatori: 2 755 | Lube | 3 - 1 | Piemonte | 18-25, 25-21, 25-18, 25-21 |